# Tjaša Pintar
Tjaša Pintar, slovenska plavalka, * 15. februar 1997.
Tjaša Pintar je za Slovenijo nastopila na plavalnem delu Poletnih olimpijskih iger 2016 v Rio de Janeiru, kjer je osvojila 15. mesto v štafeti 4x200m prosto.